# Otter (Marke)
Otter Schuhe ist eine Handelsmarke für Schuhe, die kurz nach der Jahrhundertwende vom Schuhfabrikanten Ernst Otterbeck (1860–1925) aus Mülheim an der Ruhr eingeführt wurde. In den späten 1920er-Jahren wurde die Marke zu einem Begriff für solide Qualität bei Unfallverhütungsschuhen. Später wurde die Marke auf andere Schuhartikel ausgedehnt, seit 1993 aber vorwiegend wieder für Arbeitsschuhe verwendet. Das Unternehmen Otter Schutz GmbH gehörte von 2002 bis 2012 zur Unternehmensgruppe King’s Safetywear Ltd mit Hauptsitz in Singapur. Heute gehört die Firma zum Konzern Honeywell.